# Franz Maul

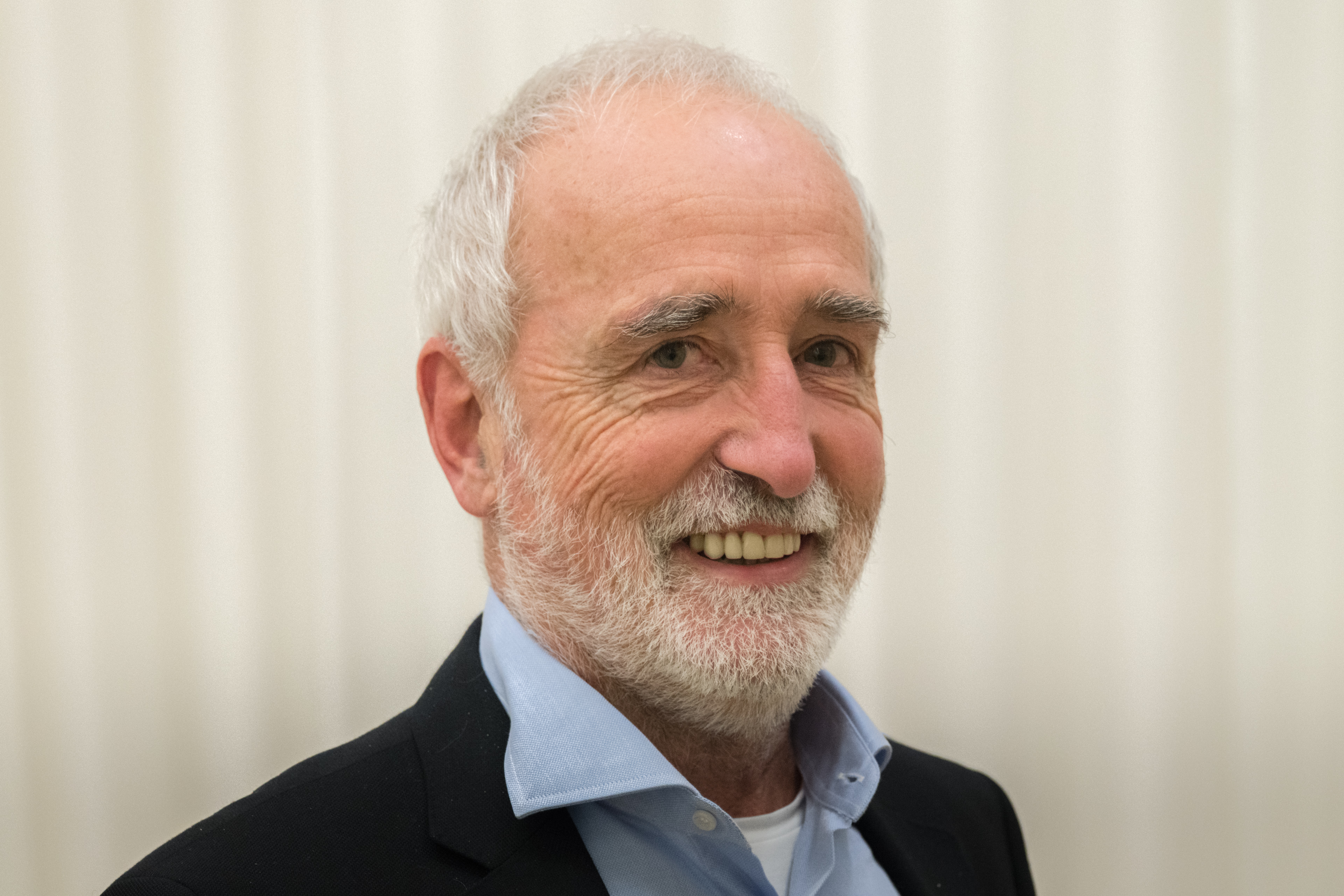
Franz Maul (2019)

Franz Josef Maul (* 1954 in Nußdorf am Attersee) ist ein österreichischer Architekt und Ziviltechniker.

## Leben
Er studierte an der Hochschule für künstlerische und industrielle Gestaltung in Linz und ist seit 1985 selbständiger Architekt in Wels.
1989 gründete er, zusammen mit Maximilian Luger und Hubert Steindl ein gemeinsames Atelier. Sie gewannen 1992 gemeinsam den Kulturpreis des Landes Oberösterreich. 1993 gründeten Maximilian Luger und Franz Maul das Büro Luger & Maul, ohne Hubert Steindl, in Wels. Das Architekturbüro wurde mit zahlreichen Preisen geehrt.

## Projekte (Auswahl)
- 1991 Badeanlage Häupl, Attersee
- 1997 Badeanlage Seecamping Gruber Nussdorf
- 2001 Minoritenkloster Wels mit Erwin Hofbauer
- 2002 Badehaus Schörfling am Attersee
- 2003 Bildungshaus Schloss Puchberg
- 2004 Erweiterung des Verwaltungstraktes Stift Schlierbach
- 2004 Um- und Zubau röm.-kath. Pfarre St. Franziskus
- 2005 ÖBB Hauptbahnhof Wels
- 2006 Umbau Gasthof Fischer
- 2007 Wohnhaus Familie F.
- 2007 Schwimmschule Steyr
- 2009 Dragonerkaserne Wels
- 2011 Aufstockung des eigenen Bürogebäudes in Wels
- 2016 Veranstaltungszentrum & Landesmusikschule Marchtrenk
- 2017 Holzwohnbauten im Dragoner-Quartier Wels
- 2017 Erweiterung Bürogebäude Wallern an der Trattnach
- 2018 Dragonerhöfe Wels - Reithalle

## Auszeichnungen
- 1985 Würdigungspreis des Wissenschaftsministeriums für besondere künstlerische Leistungen
- 1989 Kunstförderungspreis der Stadt Linz
- 1992 Kulturpreis des Landes Oberösterreich
- 1998 Staatspreis für Tourismus und Architektur
- 1999 IOC/IAKS Award
- 2001 Österreichischer Bauherrenpreis für das Minoritenkloster Wels
- 2003 Oberösterreichischer Holzbaupreis
- 2005 Oberösterreichischer Holzbaupreis
- 2006 Auszeichnung „Neues Bauen in den Alpen“
- 2007 Oberösterreichischer Holzbaupreis
- 2009 Baukultur Gemeindepreis von Landluft – Verein zur Förderung der Baukultur in ländlichen Räumen
- 2012 Oberösterreichischer Holzbaupreis
- 2017 Heinrich-Gleißner-Preis[1]
- 2018 Mauriz-Balzarek-Preis[2]
- 2019 Oberösterreichischer Holzbaupreis[3]
- 2019 Holzbaupreis Steiermark[4]